# Gregorio Castañeda Aragón
Gregorio Castañeda Aragón (Santa Marta, 21 de febrero de 1884-Barranquilla, 1960) fue un poeta, periodista, funcionario público y diplomático colombiano, reconocido como el Poeta del Mar.

## Reseña biográfica
Publica su primer libro de poemas Máscaras de bronce (1916) en Ciénaga. Le siguen Campanas de gloria (1919), Rincones de mar (1925), Faro (1931), Orquesta negra (1931), Canciones del Litoral (1939), Mástiles al Sol (1940) e Islas flotantes (1959).